# Trucksville
Trucksville es un lugar designado por el censo ubicado en el condado de Luzerne en el estado estadounidense de Pensilvania. En el Censo de 2010 tenía una población de 2152 habitantes y una densidad poblacional de 478,35 personas por km².

## Geografía
Trucksville se encuentra ubicado en las coordenadas 41°18′36″N 75°55′41″O / 41.31000, -75.92806. Según la Oficina del Censo de los Estados Unidos, Trucksville tiene una superficie total de 4.5 km², de la cual 4.5 km² corresponden a tierra firme y (0%) 0 km² es agua.

## Demografía
Según el censo de 2010, había 2152 personas residiendo en Trucksville. La densidad de población era de 478,35 hab./km². De los 2152 habitantes, Trucksville estaba compuesto por el 97.35% blancos, el 0.79% eran afroamericanos, el 0% eran amerindios, el 0.46% eran asiáticos, el 0.05% eran isleños del Pacífico, el 0.28% eran de otras razas y el 1.07% pertenecían a dos o más razas. Del total de la población el 0.65% eran hispanos o latinos de cualquier raza.